# Le Fils de la Sunamite
Le Fils de la Sunamite è un cortometraggio muto del 1911 diretto da Louis Feuillade.

## Produzione
Il film fu prodotto dalla Société des Etablissements L. Gaumont.

## Distribuzione
Distribuito dalla Société des Etablissements L. Gaumont, uscì nelle sale cinematografiche francesi nel giugno 1911, conosciuto anche con il titolo Le Fils de la Salamite. Negli Stati Uniti, il film uscì il 19 agosto 1911 come The Son of the Shunammite, distribuito dalla Kleine Optical Company.